# Най-слабо развити държави
Съгласно информацията на Бюрото на Върховния представител на ООН по най-слабо развитите държави, развиващите се държави без излаз на море и малките развиващи се островни държави понастоящем в света съществуват 50 най-слабо развити държави.
За да бъдат включени в този списък и да се възползват от прилилегии в международната търговия, държавите следва да отговарят на 3 критерия, а за да бъдат поставени под наблюдение – поне на 2 от 3 критерия по времето най-малкото на 2 тригодишни периода на преглед.
По предложение на Комитета за политика по развитието на ООН тези критерии са:
- нисък доход: базира се на преценка за средните нива на Брутния национален приход на глава от населението за тригодишен период, който не трябва да надхвърля 750 щатски долара за класиране и 900 щатски долара за наблюдение;
- липса на човешки ресурс: отчита се със съставния индекс на човешкия ресурс (HAI), изчислен на базата на (a) храна; (б) здраве; (в) образование; (г) неграмотност и  д) развитие сред възрастните;
- икономическа нестабилност: отчита се със съставния индекс на икономическа нестабилност, изчислен а базата на (a) вариации в производството на селскостопански стоки; (б) нестабилност на вноса и износа на стоки; (в) икономическия ефект на нетрадиционни сектори (дял на ръчното производство и модерни услуги в БВП); (г) концентрация в износа на стоки; (д) ограниченията на малката икономика (изчислена чрез логаритъма на населението); (е) процентът на населението, извършило вътрешна миграция поради природни бедствия.

Тъй като слабото развитие изключва големите икономики, броят на населението не следва да надхвърля 75 милиона души.
Въз основата на тези данни и изчисления след последния преглед в тази група са включени следните най-слабо развити държави:
- Ангола
- Афганистан
- Бенин
- Бурунди
- Буркина Фасо
- Бангладеш
- Гамбия
- Гвинея
- Гвинея Бисау
- Демократична република Конго
- Джибути
- Еритрея
- Етиопия
- Замбия
- Източен Тимор
- Йемен
- Камбоджа
- Кирибати
- Коморски острови
- Лаос
- Лесото
- Либерия
- Мавритания
- Мадагаскар
- Малави
- Малдиви
- Мали
- Мианмар
- Мозамбик
- Непал
- Нигер
- Танзания
- Руанда
- Сенегал
- Сиера Леоне
- Соломонови острови
- Сомалия
- Судан
- Того
- Тувалу
- Уганда
- Хаити
- Централноафриканска република
- Чад

## Третиране в рамките на митническия съюз на Европейския съюз
На базата на данните, предоставени от Бюрото на Върховния представител на ООН по най-слабо развитите държави, по развиващите се държави без излаз на море и по малките развиващи се островни държави, Европейският съюз предоставя във външната си търговия на държавите от списъка особен статут, който се конкретизира в Общата система за преференции.
Най-слабо развитите държави се ползват с особен статут по така наречената инициатива „Всички стоки с изключение на оръжията“, който им дава право на безмитен внос в Европейския съюз на почти всички стоки, включително селскостопанските. Във връзка с приложението на тази инициатива Общата система за преференции установява списък на „чувствителни“ и „нечувствителни“ стоки. Нечувствителните стоки, за които не е наложено първоначално или окончателно антидъмпингово мито, изравняващи или предпазни мерки, се търгуват без ограничения с нулева ставка или по тарифата за най-облагодетелствана нация.